# Canale della Narenta
Il canale della Narenta o di Narenta (in croato Neretvanski kanal o Neretljanski) è il braccio di mare che si trova tra la penisola di Sabbioncello (Pelješac), la parte orientale dell'isola di Lesina e la costa dalmata, in Croazia.
Nella sua parte orientale sfocia il fiume Narenta.

## Geografia
Il canale inizia dalla linea immaginaria che va da valle Smrska (uvala Smrska, 43°07′06″N 16°58′48″E), sulla costa meridionale di Lesina, a punta Gomena (rt Lovišće o Lovište), l'estremità nord-occidentale della penisola di Sabbioncello, penisola che delimita a sud tutto il canale. Il limite nord è la costa di Lesina fino a punta San Giorgio (rt Sućuraj, segnalata da un faro) e prosegue poi idealmente fino a Rastozza (Zaostrog) sulla costa dalmata che delimita il canale a nord-est. A sud-est, dopo la foce della Narenta, inizia il mare Piccolo (Malo More), detto anche baia di Bratcovizza, che separa il canale della Narenta dal canale di Stagno Piccolo.

## Isole del canale
- Dina (Divna), adiacente alla penisola di Sabbioncello.
- Scogli Sestrizze Pletaschi, davanti a Trappano.
- Ossini (Osinj), a sud della foce del Narenta.

### Cartografia
- (HR) Mappa topografica della Croazia 1:25000, su preglednik.arkod.hr. URL consultato il 13 settembre 2017.
- G. Giani, Carta prospettiva delle Comuni censuarie della Dalmazia, fogli 9 e 10, 1839. Fondo Miscellanea cartografica catastale, Archivio di Stato di Trieste.
- Carta di cabottaggio del mare Adriatico, foglio XI, Milano, Istituto geografico militare, 1822-1824. URL consultato il 16 agosto 2017 (archiviato dall'url originale il 13 aprile 2013).